# Tutelo

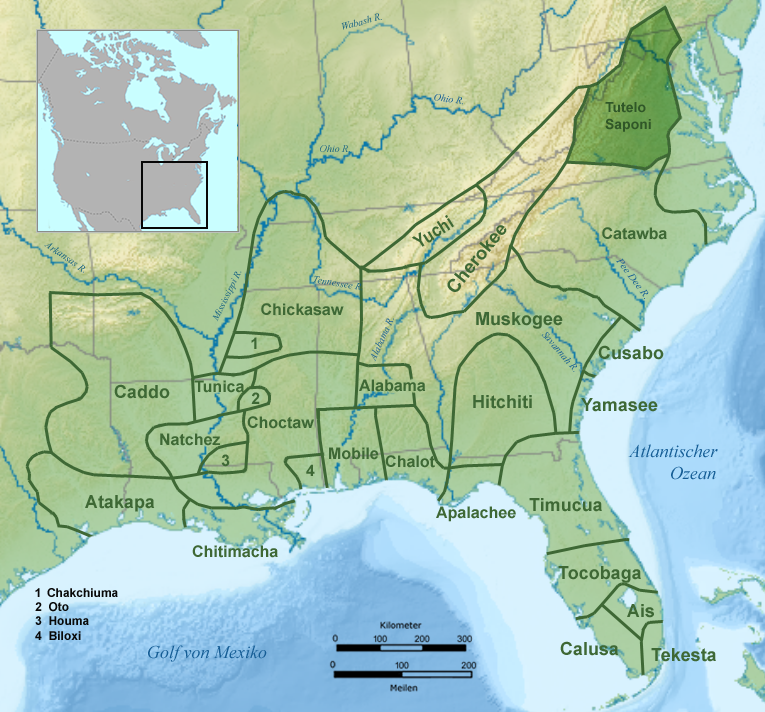
Stammesgebiet der Tutelo und Saponi, vermutlich vor 1600.

Die Tutelo waren ein nordamerikanischer Indianerstamm aus der Sioux-Sprachfamilie. Sie waren sprachlich und kulturell mit den Stämmen der Saponi, Occaneechi, Monacan, Manahoac, Shakori und anderen östlichen Völkern der Sioux verwandt, deren traditioneller Lebensraum oberhalb der Fall Line der Appalachen in den heutigen Bundesstaaten North Carolina und Virginia lag. Das Zentrum des einstigen Stammesgebiets der Tutelo lag bei der heutigen Ortschaft Salem am Big Sandy River im US-Bundesstaat Virginia. Im späten 17. Jahrhundert litten sie unter ständigem Druck durch englische Kolonisten und feindliche Irokesen aus dem Norden, so dass sie sich mit ihren nächsten Nachbarn vereinigten und als Tutelo-Saponi bezeichnet wurden. Um 1740 verließen sie Virginia und zogen nach Norden, um Schutz bei ihren früheren Feinden zu suchen. Im Jahr 1753 wurden sie von den Cayuga aus der Irokesenliga im heutigen US-Bundesstaat New York aufgenommen und verloren ihre Identität als separater Stamm. Heute gelten die Tutelo als ausgestorben.

## Name, Sprache und Wohngebiet
Der Name Tutelo ist eine Algonkin-Variante des Namens, mit dem die Irokesen alle Sioux-Stämme bezeichneten: Toderochrone. Die Eigenbezeichnung (Autonym) der Tutelo war Yesan, Yesah oder Yesang. Die frühen Kolonisten bezeichneten sie auch als Nahyssan, Monahassanough oder Oniasont, wie aus den ersten Landkarten des heutigen West Virginia hervorgeht. Horatio Hale entdeckte 1883, dass die Tutelo-Sprache zu den Sioux-Sprachen gehört und seiner Meinung schlossen sich die Linguisten Gatschet, Mooney und Dorsey an. Die Tutelo gehörten einst zu einer Gruppe von Sioux-Stämmen, die in der Piedmont Region der heutigen US-Bundesstaaten Virginia, North und South Carolina lebten. Sie wurden erstmals 1609 von John Smith unter den Namen Monacan und Mannahoac erwähnt und wiesen große Ähnlichkeiten in ihrer Sprache auf. Die Tutelo scheinen besonders eng mit den Saponi verwandt gewesen zu sein, denn die Sprachen beider Stämme waren nahezu identisch. Das Stammesgebiet der Tutelo und Saponi erstreckte sich zu Beginn des europäischen Kontakts um 1600 über die Oberläufe von James River und Rappahannock River in Virginia und lag im direkten Bereich des Handelsweges der Irokesen am Fuße der Appalachen.

## Geschichte
1671 stießen die Briten Fallam und Batts mit ihrer Expedition auf die Tutelo in Tutero Town, einem Dorf in der Nähe des heutigen Salem in Virginia. In dieser Zeit führten sie permanent Krieg gegen Stämme der Powhatan-Konföderation und wurden darüber hinaus ständig von durchziehenden Irokesen aus dem Norden angegriffen. Aus diesem Grund verließen Tutelo und Saponi gemeinsam zwischen 1671 und 1701 ihr Stammesgebiet und zogen an den Zusammenfluss von Staunton und Dan River zu den verwandten Occaneechee und etwas später auf eine Insel im Roanoke River direkt unterhalb von dessen Gabelung. Um 1701 fand Lawson die Saponi am Oberlauf des Yadkin Rivers in North Carolina und berichtete, die Tutelo lebten weiter westlich, vermutlich am Oberlauf des Yadkin in den Bergen. Er schätzte die Zahl aller fünf Sioux-Stämme, nämlich der Tutelo, Saponi, Shakori, Occaneechi und Shakori insgesamt auf rund 750 Personen. Schon bald nach Lawsons Besuch zogen sie alle in die Nähe der weißen Siedlungen, durchquerten den Roanoke River und errichteten unweit des östlichen Ufers ein Dorf namens Sapona Town. Es lag etwa 15 Meilen westlich der heutigen Stadt Windsor im  Bertie County in North Carolina. Um 1714 zogen sie in die Nähe von Fort Christanna im Brunswick County in Virginia nahe der Grenze zu North Carolina, errichteten das Dorf Junkatapurse und wurden hier als Saponi-Tutelo bekannt.
Im Jahr 1722 kam es durch Vermittlung der Kolonialregierungen zu einem Friedensvertrag zwischen den Irokesen und den Virginia-Stämmen. In dessen Folge migrierten die Saponi-Tutelo einige Jahre später nach Norden und siedelten unter dem Schutz der Irokesen am Susquehanna River in Shamokin, Pennsylvania. Ihre Häuptlinge durften an der Großen Ratsversammlung der Sechs Nationen (Great Council of the Six Nations) teilnehmen. 1771 siedelten sie unter dem Schutz der Cayuga an der Ostseite des Cayugasees, etwa drei Meilen oberhalb vom Südende des Sees in der Nähe der heutigen Stadt Ithaka in New York. Ihr Dorf hieß Coreorgonel und wurde 1779 im Amerikanischen Unabhängigkeitskrieg von  General Sullivans Expedition zerstört, als Vergeltung für britisch-irokesische Angriffe auf die Amerikaner.
Viele Angehörige der Tutelo zogen nach dem Krieg um 1784 gemeinsam mit den Irokesen nach Kanada, wo die Briten den Irokesen Land zum Siedeln angeboten hatten. Unter der Führung des Mohawk-Häuptlings Joseph Brant gingen rund 2000 Anhänger nach Kanada und siedelten am Grand River im südlichen Ontario auf 675.000 Acres (27,3 km²), die sie als Entschädigung für verlorenes Land der Irokesen in New York von Gouverneur Frederick Haldimand erhalten hatte. Auf diesem Land wurde die Six Nations Reserve of the Grand River eingerichtet, in der Brant das Ratsfeuer der Irokesenliga neu entfachte, das 1777 erloschen war. Dort  errichteten sie zwei Dörfer, in denen 382 Cayugas und 74 Tutelos gezählt wurden. Die Mehrzahl siedelte an den Höhen bei Brantford und erbaute dort ein Rathaus. Als Folge zweier Epidemien in den Jahren 1832 und 1848 starben die meisten Angehörigen der Tutelo. Die wenigen Überlebenden wurden durch Einheirat in Cayuga-Familien in deren Stamm aufgenommen. Die Saponi zogen offenbar nicht in das Grand River Reservat und ihr Schicksal ist bis heute ungeklärt. Wahrscheinlich blieben sie bei den Cayuga im Staat New York und wurden von diesen absorbiert. Um 1789 gab es allerdings noch einige Saponi, die bei den Cayuga in deren Reservation am Seneca River in New York lebten. Der letzte Sprecher der Tutelo-Sprache namens Nikonha starb im Jahr 1870 im Alter von 105 Jahren. Der Linguist Horatio Hale hatte Kontakt zu ihm und konnte wissenschaftlich belegen, dass es sich um eine Sioux-Sprache handelt.

## Demografie
Um 1600 gab es etwa 2500 Tutelo. Um 1700 zählten sie, zusammen mit den Saponi, Keyauwee, Occaneechi und Shakori, nur noch rund 750 Stammesangehörige.